# Pelecanimimus polydon
Pelecanimimus (il cui nome significa "imitatore di pellicani") è un genere primitivo estinto di dinosauro ornitomimosauro vissuto nel Cretaceo inferiore, 130 milioni di anni fa, in quella che oggi è l'attuale Spagna. Uno degli aspetti più distintivi di questo animale è la presenza di numerosi denti, assenti nella maggior parte degli ornitomimosauri (i cosiddetti “imitatori di uccelli”).

## Descrizione

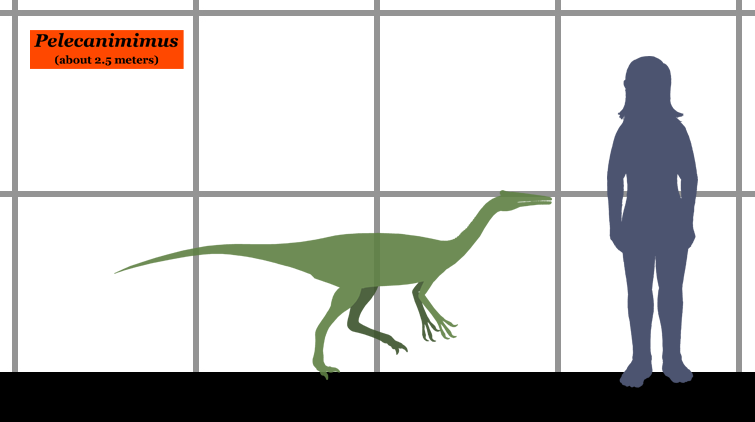
Dimensioni di Pelecanimimus, a confronto con un uomo

Il Pelecanimimus era un piccolo ornitomimosauro, lungo circa 2-2,5 m ed alto circa 0,7 a 1 metri en el punto más alto de los cuartos traseros. Il suo cranio era insolitamente lungo e stretto; la caratteristica distintiva dell'animale era la presenza di ben 220 denti nella parte anteriore del muso. I denti si dividevano in due forme principali: i denti presenti nella parte anteriore della mascella superiore erano ampi e a forma di D, in sezione trasversale, mentre quelli presenti nella parte posteriore erano simili a lame. In complessiva, i denti anteriori erano leggermente più grandi di quelli inferiori.
Solo un altro ornitomimosauride è noto per la presenza di denti, l'Harpymimus okladnikovi che possedeva undici denti in totale, solo nella mandibola (decisamente meno di Pelecanimimus). La presenza di un così gran numero di denti in Pelecanimimus, unito alla mancanza di spazio interdentale, è stato interpretato dai paleontologi, come un adattamento per un cambio di alimentazione, diventando erbivori e non avendo più bisogno di cacciare e di masticare, gli ornitomimosauridi persero i denti evolvendo il proprio muso in becco adatto a tagliare e strappare i vegetali. Le braccia e mani di Pelecanimimus polydon erano quelle di un tipico ornitomimosauride, con l'ulna e il radio strettamente ravvicinati. La mano era a forma di gancio con tre dita di uguale lunghezza dotati di artigli affilati che forse servivano per afferrare le prede.
Il ritrovamento di tessuti molli all'interno della formazione Calizas de La Huérguina, è fatto eccezionale in quanto prima di Pelecanimimus polydon non si erano ritrovati tessuti molli di dinosauri. Pelecanimimus possedeva una piccola cresta composta di cheratina situata dietro la testa che probabilmente aveva una funzione di riconoscimento intraspecifico. Sotto la gola il Pelecanimimus possedeva una sacca di pelle simile a quella degli odierni pellicani, da cui Pelecanimimus prende il nome. Probabilmente il Pelecanimimus si comportava come gli odierni fenicotteri o gru, trascorrendo gran parte del suo tempo nell'acqua bassa dove usava il becco dentato e i lunghi artigli per catturare pesci e altri piccoli animali che poi accumulava nella sacca cutanea. In alcune parti del corpo, i paleontologi hanno riscontrato la presenza di piume e strutture filamentose. Il Pelecanimimus è anche l'unico ornithomimosauride, in cui i paleontologi hanno riscontrato la presenza di tessuti molli all'interno della gola, come la lingua.

## Classificazione

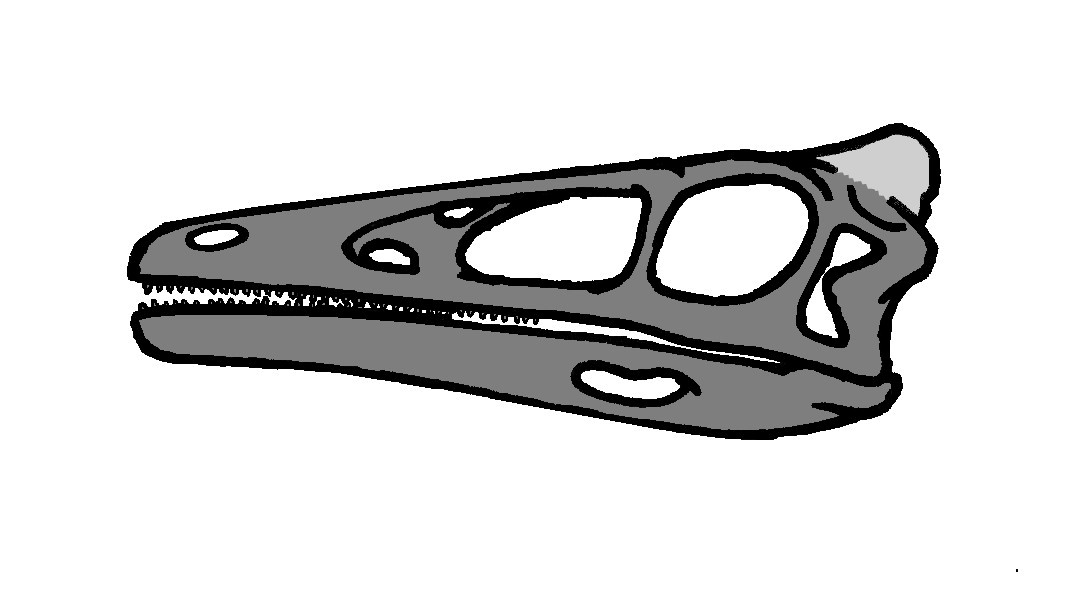
Cranio di Pelecanimimus

Sia per il periodo in cui è vissuto sia per la presenza di denti all'interno del becco, il Pelecanimimus polydon è considerato un membro basale e primitivo di Ornithomimosauria. A seguito di un'analisi cladistica effettuata dal paleontologo Makovicky nel 2005, la presenza di Pelecanimimus all'interno di Ornithomimosauria come membro primitivo è stata confermata. Uno studio condotto dai paleontologi Kobayashi e Lü nel 2003, ha dimostrato che Pelecanimimus e Harpymimus rappresentano due gradini consecutivi della scala evolutiva degli ornitomimidi.
Di seguito il cladogramma dopo l'analisi di Kobayashi (2003):
|  | Garudimimus                      |
|  |                                  |
|  | \| \| Ornithomimidae \| \| \| \| |
|  |                                  |
|  | Ornithomimidae                   |
|  |                                  |

|  | Ornithomimidae |
|  |                |

|  | Garudimimus                      |
|  |                                  |
|  | \| \| Ornithomimidae \| \| \| \| |
|  |                                  |
|  | Ornithomimidae                   |
|  |                                  |

|  | Ornithomimidae |
|  |                |

|  | Garudimimus                      |
|  |                                  |
|  | \| \| Ornithomimidae \| \| \| \| |
|  |                                  |
|  | Ornithomimidae                   |
|  |                                  |

|  | Ornithomimidae |
|  |                |

|  | Garudimimus                      |
|  |                                  |
|  | \| \| Ornithomimidae \| \| \| \| |
|  |                                  |
|  | Ornithomimidae                   |
|  |                                  |

|  | Ornithomimidae |
|  |                |

## Storia della scoperta
Nel luglio del 1993, il paleontologo spagnolo Armando Díaz Romeral scoprì lo scheletro di un nuovo teropode sconosciuto all'interno del sito dell’Unità 3 di Las Hoyas. L'anno seguente lo scheletro fu descritto dai paleontologi Bernardino Pérez Pérez-Moreno, José Luis Sanz, Angela Buscalioni, José Moratalla, Francisco Ortega e Diego Rasskin-Gutman come una nuova specie di ornithomimosauride: ossia Pelecanimimus polydon. Il suo nome generico deriva dal latino pelecanus ossia "pellicano" e mimus che significa "imitatore", in riferimento alla sacca, posta sotto la gola, simile a quella degli attuali pellicani. Il nome specifico è un riferimento al gran numero di denti dell'animale; deriva dal greco πολύς/polys ("molti") e ὀδούς/odous ("dente").
L'olotipo di Pelecanimimus polydon (LH 7777) fa parte della Collezione di Las Hoyas ed è attualmente conservato al Museo de Cuenca, a Cuenca, in Spagna. Il fossile fu recuperato all'interno della formazione Calizas de La Huérguina, formazione datata al Barremiano. L'unico campione noto consiste nella metà anteriore dello scheletro che comprende il cranio, la mascella inferiore, le vertebre del collo e la maggior parte delle vertebre della schiena, le costole, lo sterno, la cintura pettorale ed entrambe le zampe anteriori. L'eccezionale stato di conservazione del fossile ha permesso di identificare strutture molli nella parte posteriore del cranio, intorno al collo e intorno agli arti anteriori.

## Paleobiologia
La formazione Calizas de La Huérguina ha restituito molti fossili di numerose specie molto ben conservate tra cui si possono citare: il carcharodontosauride Concavenator, lo spinosauride Baryonyx walkeri, gli enantiornithidi Iberomesornis romerali, Concornis e Eoalulavis, l'ornithopode Iguanodon e alcuni sauropodi conosciuti solo per resti frammentari. La formazione ospitava anche animali come lucertole e salamandre, nonché mammiferi unici come Spinolestes. La formazione ha restituito anche i resti dello pterosauro Europejara e alcuni crocodylomorpha.